# Alpy Kotyjskie

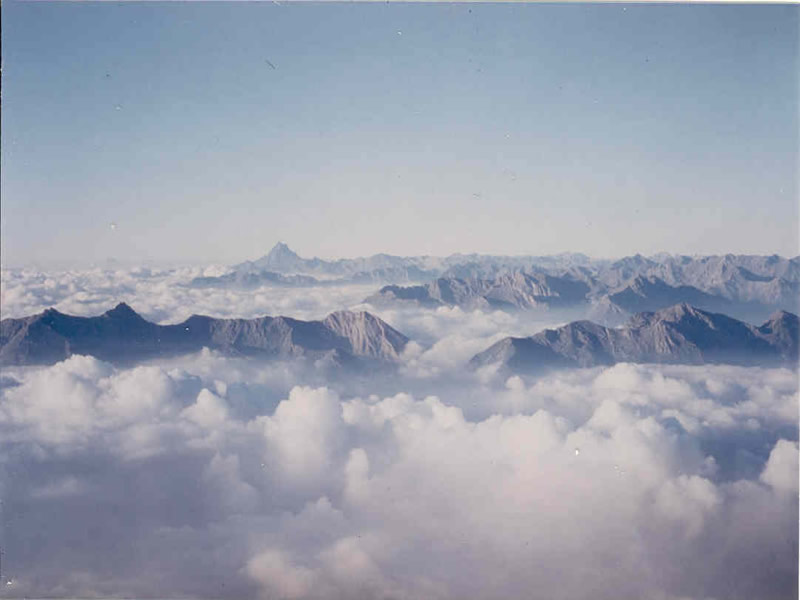
Monte Viso w Alpach Kotyjskich widziany z Alp Graickich

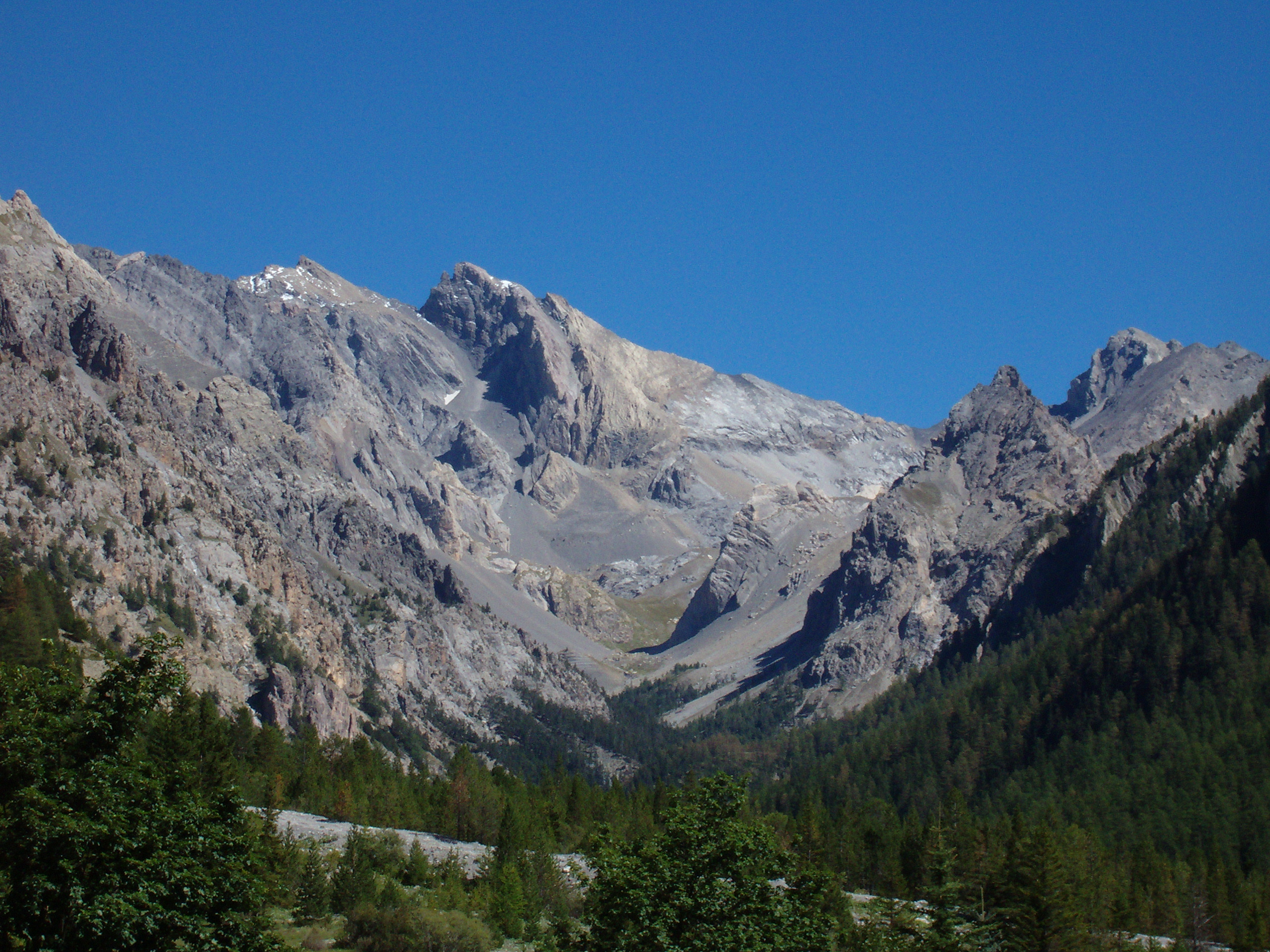
Pics de la Font Sancte

Alpy Kotyjskie (wł. Alpi Cozie, fr. Alpes cottiennes) – część Alp Zachodnich we Francji (Prowansja-Alpy-Lazurowe Wybrzeże) i Włoszech (Piemont), leżą między przełęczami Maddalena i Mont-Cenis. Rzeka Dora Riparia oddziela to pasmo od Alp Graickich, a rzeka Stura od Alp Nadmorskich. Najwyższy szczyt to Monte Viso – 3841 m n.p.m.

## Podział
Alpy Kotyjskie dzielą się na trzy części:
- Alpi Cozie Meridionali (Południowe Alpy Kotyjskie) – najwyższa część Alp Kotyjskich,
- Alpi Cozie Centrali (Centralne Alpy Kotyjskie),
- Alpi Cozie Settentionali (Północne Alpy Kotyjskie).

## Najwyższe szczyty
1. Monte Viso 3843 m,
2. Viso di Vallanta 3752 m,
3. Pierre Menue 3505 m,
4. Aiguille de Chambeyron 3412 m,
5. Brec de Chambeyron 3388 m,
6. Pics de la Font Sancte 3387 m,
7. Punta Caprera 3387 m,
8. Rognosa d’Etiache 3382 m,
9. Rocca d’Ambin 3377 m,
10. Dents d’Ambin 3372 m,
11. Monte Niblè 3365 m,
12. Visolotto 3353 m,
13. Cima Mongioia 3340 m,
14. Monte Salza 3326 m,
15. Pic de Rochebrune 3324 m,
16. Punta Sommeiller 3321 m,
17. Mont Giusalet 3312 m,
18. Punta Ramiere 3303 m,
19. Grand Glaiza 3293 m,
20. Monte Aiguillette 3287 m,
21. Punta Rognosa di Sestriere 3279 m,
22. Parrias Coupà 3261 m,
23. Pic de Panestrel 3254 m,
24. Grand Galibier 3242 m,
25. Péouvou 3232 m,
26. Rocca Bernauda 3225 m,
27. Pic d’Asti 3219 m,
28. Pic du Pelvat 3218 m,
29. Punta Gastaldi 3214 m,
30. Buc de Nubiera 3211 m,
31. Pan di Zucchero 3208 m,
32. Pointe-Haute de Mary 3206 m,
33. Cresta della Taillante 3197 m,
34. Mont Thabor 3182 m,
35. Roc della Niera 3177 m,
36. Monte Granero 3170 m,
37. Signal du Petit Mont-Cenis 3162 m,
38. Rocce Fourioun 3153 m,
39. Pic du Thabor 3144 m,
40. Monte Chaberton 3135 m,
41. Oronaye 3110 m,
42. Monte Meidassa 3105 m,
43. Pointe des Cerces 3097 m,
44. Punta Venezia 3095 m,
45. Rocca la Marchisa 3072 m,
46. Punta Roma 3070 m,
47. Pelvo d’Elva 3064 m,
48. Rocca Bianca 3064 m,
49. Grand Queyron 3060 m,
50. Monte Losetta 3054 m,
51. Monte Politri 3051 m,
52. Grand Bérard 3046 m,
53. Monte Albergian 3040 m,
54. Monte Barifreddo 3028 m,
55. Monte Chersogno 3026 m,
56. Pic de Caramantran 3025 m,
57. Punta Udine 3022 m,
58. Viso Mozzo 3019 m,
59. Bric Bucie 2998 m,
60. Grand Parpaillon 2990 m,
61. Mont Malamot 2917 m,
62. Pic du Béal Traversier 2910 m,
63. Pointe des Marcelettes 2909 m,
64. Pic du Malrif 2906 m,
65. Monte Orsiera 2890 m,
66. Punta Cornour 2868 m,
67. Rocca la Meja 2831 m.